# Время и Рани
Время и Рани (англ. Time and the Rani) — первая серия двадцать четвертого сезона британского научно-фантастического телесериала «Доктор Кто», состоящая из четырёх эпизодов, которые были показаны в период с 7 по 28 сентября 1987 года.

## Сюжет
По неизвестной причине (возможно, из-за скорого нападения врага) в ТАРДИС Шестого Доктора происходит сбой и она падает на планету Лакертия. Шестой Доктор регенерирует в Седьмого, а его спутница Мэл лежит без сознания. В ТАРДИС заходят Рани со своим слугой-гуманоидом, и Рани, которая и атаковала Доктора, велит отнести регенерирующего Повелителя Времени к ней лабораторию.
Очнувшись у Рани, Седьмой Доктор ещё приходит в себя после регенерации, но сразу же удивляется окружающему его оборудованию. Рани притворяется Мэл и убеждает его починить все эти приборы, ссылаясь на то, что Доктор, по её словам, и изобрёл их. Фальшивая Мэл обманывает Повелителя времени, утверждая, что Рани якобы погибла. Настоящая же Мэл тем временем приходит в себя вне ТАРДИС и знакомится с местными обитателями - лакертианцами, которые, несмотря на то, что Рани поработила их, готовы помочь спутнице Доктора. 
По настоянию Мэл лакертианцы тайно проводят её к Доктору в лабораторию. Встретившись друг с другом, Повелитель времени и его спутница первоначально ссорятся, так как ни один из них не узнаёт другого, но, измерив пульс друг друга (у Повелителей времени двойная сердечно-сосудистая система), они мирятся. Мэл пытается убедить Доктора покинуть планету, но тот желает узнать, что задумала Рани и почему она обманывала его. Вскоре они находят особые камеры, в которых содержатся гениальные учёные, которых силой вырвали из их временного потока. также есть и одна пустая, которая предназначена Доктору. Позднее Рани снова пленит Повелителя времени, в чём ей помогли тетрапы, её верные помощники. Повелительница времени не подозревает о присутствии Мэл и подсоединяет Доктора и остальных к своему устройству - огромному Мозгу, который является суперкомпьютером, способным произвести любые вычисления касательно времени.
Благодаря Доктору и восставшим против Рани лакертианцам Мозг умирает, а лаборатория взрывается. В отместку за сорванный план Рани направляет на планету термоядерную ракету, однако Повелитель времени, используя уцелевшее оборудование из лаборатории, меняет траекторию ракеты и спасает Лакертию. После этого Доктор возвращает всех учёных в их время, а Рани оказывается схвачена своими же помощниками и те, используя её ТАРДИС, направляются на свою планету.

## Трансляции и отзывы
| Эпизод            | Дата показа      | Продолжительность | Телезрители (в миллионах) |
| ----------------- | ---------------- | ----------------- | ------------------------- |
| «Часть 1»         | 7 сентября 1987  | 24:44             | 5,1                       |
| «Часть 2»         | 14 сентября 1987 | 24:36             | 4,2                       |
| «Часть 3»         | 21 сентября 1987 | 24:23             | 4,3                       |
| «Часть 4»         | 28 сентября 1987 | 24:38             | 4,9                       |
| [ 1 ] [ 2 ] [ 3 ] |                  |                   |                           |

## Интересные факты
- Эта серия стала дебютом для Сильвестра Маккоя в роли Седьмого Доктора. Также, из-за того, что Колин Бейкер отказался играть в сцене регенерации, Маккой, надев парик и костюм Шестого, сыграл его, лежащего на полу и регенерирующего.
- Серия изначально была написана под Шестого Доктора, поэтому образ Седьмого в ней практически не раскрывается.
- Исполнительный продюсер сериала Джон Нейтан-Тёрнер отозвался о серии весьма прохладно: по его мнению «это была история ни о чём, и, к сожалению, это был лишь дебют Сильвестра Маккоя».
- Причины регенерации Доктора в серии не объясняются, как не объясняется и попадание его на планету. В различных романах и аудиопостановках позже давались различные объяснения этим событиям, а в приквеле к серии «Глубокий вдох» Стракс в своем видеодневнике рассказывает, что Шестой при крушении ударился головой о консоль ТАРДИС.
- При подборе костюма Доктор примеряет пальто Второго Доктора, пиджак Третьего, пальто и шарф Четвёртого и крикетный костюм Пятого. Также в течение почти всего первого эпизода он носит костюм Шестого.
- Для этой серии заставка сериала впервые была создана на компьютере. Также некоторые эффекты в серии были компьютерными.
- Это одна из немногих серий классического сериала, начинающаяся не с заставки (в их число входят «Кастровальва», «Пять Докторов», «Поминовение далеков» и полнометражный фильм).